# Little Russian
Little Russian е музикален сингъл на Mr Zivago (псевдоним на италианския певец Масимо Растрели (Massimo Rastrelli) от 1987 г., ремиксиран многократно.

## Музика
- ((en)) Mr Zivago – Little Russian